# Тонто-Бейсін (Аризона)
Тонто-Бейсін (англ. Tonto Basin) — переписна місцевість (CDP) в США, в окрузі Гіла штату Аризона. Населення — 1444 особи (2020).

## Географія
Тонто-Бейсін розташоване за координатами 33°50′27″ пн. ш. 111°17′59″ зх. д. / 33.84083° пн. ш. 111.29972° зх. д. (33.840761, -111.299724).  За даними Бюро перепису населення США в 2010 році переписна місцевість мала площу 81,12 км², з яких 81,11 км² — суходіл та 0,01 км² — водойми.

## Демографія
Згідно з переписом 2010 року, у переписній місцевості мешкали 1424 особи в 759 домогосподарствах у складі 451 родини. Густота населення становила 18 осіб/км².  Було 1383 помешкання (17/км²).
Расовий склад населення:
| - 97,6 % — білих - 0,6 % — корінних американців - 0,5 % — чорних або афроамериканців - 0,2 % — азіатів - 0,1 % — вихідців з тихоокеанських островів |

До двох чи більше рас належало 0,8 %. Частка іспаномовних становила 4,8 % від усіх жителів.
За віковим діапазоном населення розподілялося таким чином: 8,8 % — особи молодші 18 років, 49,9 % — особи у віці 18—64 років, 41,3 % — особи у віці 65 років та старші. Медіана віку мешканця становила 62,4 року. На 100 осіб жіночої статі у переписній місцевості припадало 112,2 чоловіків;  на 100 жінок у віці від 18 років та старших — 113,0 чоловіків також старших 18 років.
Середній дохід на одне домашнє господарство  становив 50 849 доларів США (медіана — 31 944), а середній дохід на одну сім'ю — 63 227 доларів (медіана — 39 148). За межею бідності перебувало 25,0 % осіб, у тому числі 54,2 % дітей у віці до 18 років та 12,1 % осіб у віці 65 років та старших.
Цивільне працевлаштоване населення становило 415 осіб. Основні галузі зайнятості: роздрібна торгівля — 27,5 %, науковці, спеціалісти, менеджери — 21,4 %, публічна адміністрація — 14,9 %, освіта, охорона здоров'я та соціальна допомога — 13,7 %.